# Operazione Deep Freeze
Operazione Deep Freeze (in inglese Operation Deep Freeze, abbreviato in OpDFrz o ODF) è il nome in codice per una serie di missioni esplorative antartiche effettuate dagli Stati Uniti d'America a cominciare dal 1955-56 con l'"Operazione Deep Freeze I" poi seguita dall'"Operazione Deep Freeze II", dall'"Operazione Deep Freeze III" e così via. Data la costante e continuativa presenza degli USA in Antartide a partire da quegli anni, "Operazione Deep Freeze" è diventata l'espressione generica con cui si indicano tutte quelle missioni che hanno come obbiettivo il rifornimento delle basi antartiche statunitensi, tutte coordinate dalle forze armate.

## Prima dell'anno geofisico internazionale
Già prima dell'anno geofisico internazionale, indetto dal luglio 1957 al dicembre 1958, la marina militare statunitense (USN) aveva compiuto diverse esplorazioni in Antartide. Già nel 1838, infatti, il capitano Charles Wilkes aveva comandato la prima spedizione navale statunitense in acque antartiche, nota come United States Exploring Expedition, dal 1838 al 1842. Nel 1929, poi, l'ammiraglio Richard Evelyn Byrd aveva stabilito la base navale Little America I (la prima di una serie di cinque basi) sulla barriera di Ross, guidato una spedizione per esplorare l'entroterra e compiuto il primo sorvolo del Polo Sud. Sempre Byrd aveva effettuato poi altre tre spedizioni: con la sua seconda missione, dal 1934 al 1935, aveva esplorato altre porzioni dell'entroterra antartico, con la terza, dal 1939 al 1940, aveva mappato la costa del mare di Ross, e con la quarta, l'operazione Highjump, dal 1946 al 1947, aveva cartografato la maggior parte della costa antartica. Dopo di questi, nel 1948, il comandante Finn Rønne aveva guidato una spedizione che, in più ricognizioni aeree, era riuscita a fotografare oltre 1,1 milioni di chilometri quadrati di territorio. Infine, nel 1954-55, la nave rompighiaccio USS Atka (AGB-3) aveva effettuato una missione volta alla scoperta di nuovi punti di approdo e baie.

## Operazione Deep Freeze I

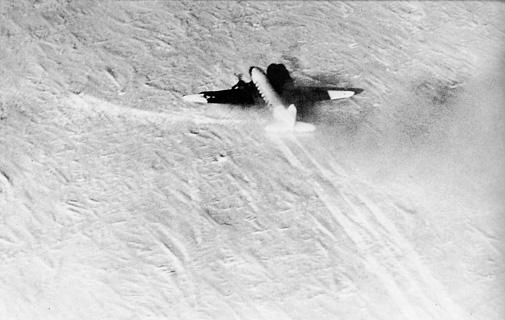
L'R4D-5L "Dakota" della marina militare statunitense effettua il primo atterraggio al Polo Sud, 31 ottobre 1956.

La spinta propulsiva dietro l'Operazione Deep Freeze fu il già citato anno geofisico internazionale (IGY), indetto dal luglio 1957 al dicembre 1958. In vista dell'IGY, infatti, fu sottoscritto uno sforzo collaborativo tra quaranta nazioni al fine di condurre studi di scienze della Terra dal Polo Nord al Polo Sud. Gli USA, assieme alla Nuova Zelanda, al Regno Unito, alla Francia, al Giappone, alla Norvegia, al Cile, all'Argentina e all'Unione Sovietica, decisero di dedicarsi in particolar modo al Polo Sud, la regione meno esplorata del pianeta. Il loro scopo era quello di arricchire la conoscenza mondiale dell'idrografia, dei sistemi meteorologici, dei movimenti glaciali e della vita marina dell'Antartide.

Gli Stati Uniti d'America incaricarono dello svolgimento e del coordinamento di tutta questa mole di lavoro la loro marina militare, la quale avrebbe avuto il supporto di tutta la comunità scientifica statunitense, e così, nel 1955, fu istituita la Task Force 43.
L'Operazione Deep Freeze I si svolse nell'estate antartica dal novembre 1955 all'aprile 1956 e nel suo corso fu approntata una stazione di ricerca permanente e fu aperta la strada a ricerche più approfondite che si sarebbero svolte nelle operazioni successive.

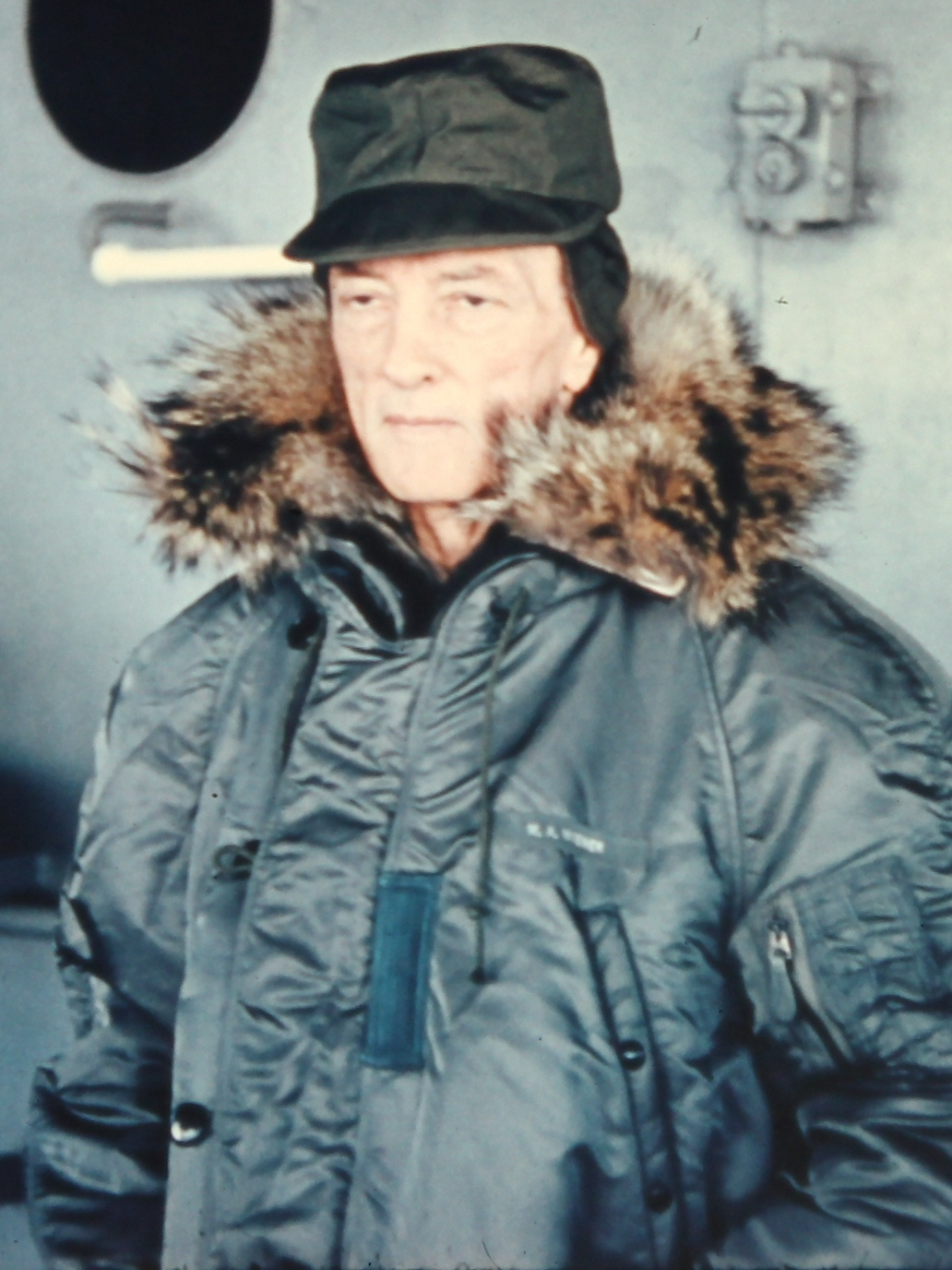
L'ammiraglio Richard E. Byrd a bordo dellad USS Wyandot nel dicembre 1955.

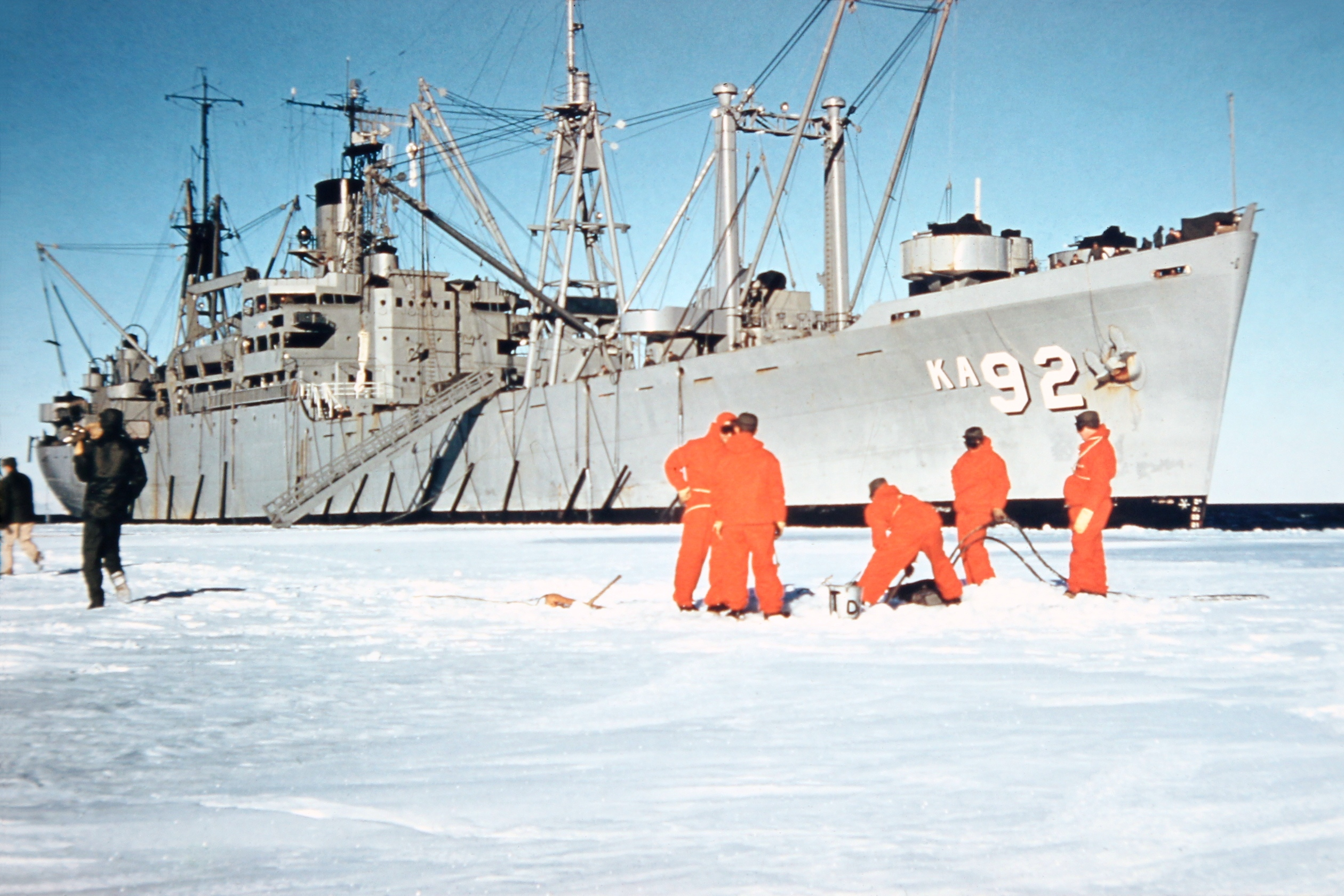
La USS Wyandot ormeggiata presso la stazione McMurdo nel dicembre 1955.

L'operazione coinvolse le seguenti navi:
- USS Wyandot (AKA-92), nave cargo
- USS Arneb (AKA-56), nave cargo
- USS Edisto (AGB-2), nave rompighiaccio
- USS Glacier (AGB-4), nave rompighiaccio
- USCGC Eastwind (WAGB-279), nave rompighiaccio
- USS Nespelen (AOG-55), nave per il trasporto carburante
- USNS Greenville Victory (T-AK-237), nave cargo della marina mercantile

Il 31 ottobre 1956, il contrammiraglio George J. Dufek ed altri membri dell'operazione effettuarono, nel corso di una delle spedizioni compiute in vista dell'IGY, il primo atterraggio di sempre al Polo Sud. L'aereo, un R4D Skytrain (Douglas DC-3) chiamato Que Sera, Sera, come la famosa canzone, è oggi esposto al National Museum of Naval Aviation di Pensacola, in Florida. Oltre ad essere la prima volta che uno statunitense mise piede al Polo Sud, quell'atterraggio segnò anche l'inizio della costruzione della prima base permanente al Polo Sud, oggi chiamata base Amundsen-Scott (Amundsen—Scott South Pole Station), di supporto per l'anno geofisico internazionale.
L'operazione, come spesso succede per le spedizioni in condizioni estreme, venne usata per testare strumenti di vario tipo. Tra questi un orologio creato dalla Nivada, di dimensioni compatte (solo 34 mm di diametro cassa) ma con la certificazione cronometrica COSC ed un fondello celebrativo marchiato "Nivada Grenchen - Chronometre" che poi venne sfruttato commercialmente per dare origine ad una famiglia di modelli di successo.
Le attività dell'Operazione Deep Freeze sono poi continuate con l'"Operazione Deep Freeze II" e così via, continuando ad assicurare la costante presenza statunitense in Antartide sino ai giorni nostri.

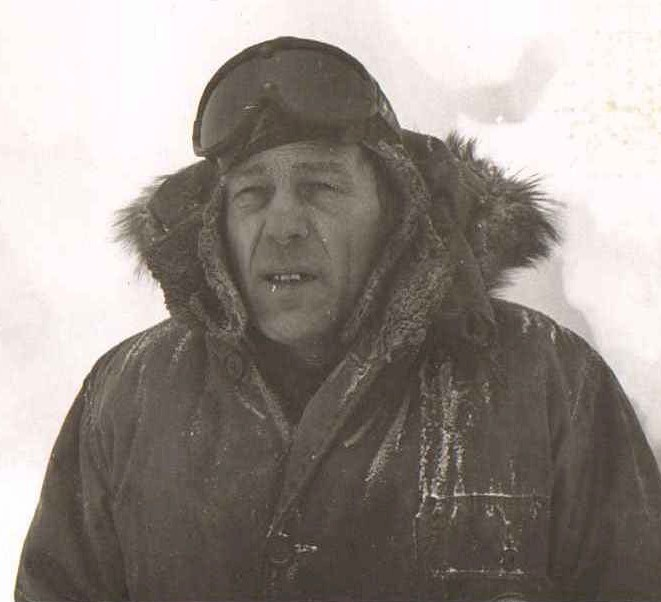
Helmut P. Jaron, ricercatore presso la stazione Byrd nel 1961.

## Sviluppi seguenti
All'inizio del 1996, la Guardia Nazionale degli Stati Uniti d'America annunciò che il 109º Stormo da trasporto (109th Airlift Wing) della Guardia Nazionale Aerea (ANG) di base all'aeroporto della contea di Schenectady, a Scotia, nello Stato di New York, aveva ricevuto l'ordine di assumersi l'incarico dell'intera missione al posto dell'Antarctic Development Squadron Six della marina militare a partire dal 1999. Il 109º Stormo, che all'epoca operava con quattro Lockheed LC-130 Hercules equipaggiati per l'atterraggio sul ghiaccio, aveva già supportato missioni scientifiche e militari a partire dal 1975 in Groenlandia ed aveva già lavorato per conto della National Science Foundation a partire dal 1988, supportando alcune missioni in Antartide. Al fine di potersi occupare l'intera operazione, il 109º Stormo dovette assumere altre 235 persone a tempo pieno.
Proprio nel 1988 aveva cominciato ad emergere la possibilità che la Guardia Nazionale Aerea potesse assumere il controllo operativo dell'intera missione. In quell'anno, infatti, il 109º Stormo da trasporto, dopo essere stato sollevato dal proprio incarico in Groenlandia, aveva iniziato ad effettuare, assieme alla marina militare (che all'inizio si era dimostrata piuttosto restia a questa collaborazione, data la differenza tra le proprie procedure di trasporto e quelle della Guardia Nazionale), viaggi di rifornimento per la stazione di ricerca della National Science Foundation situata al Polo Sud, così da permettere al personale ivi presente di sopravvivere all'isolamento dovuto all'inverno antartico, che va da febbraio a ottobre. 
Nel 1990 fu quindi formato un gruppo di lavoro della Guardia Nazionale Aerea perché lavorasse su questa idea di passaggio di consegne. L'anno seguente si tenne quindi un meeting tra l'ANG, l'Air Staff e la marina militare statunitense. Durante tale incontro la Guardia Nazionale Aerea riuscì nel convincere l'Air Staff, piuttosto restio sul fatto di continuare ad impegnare risorse in un'area del pianeta che, attraverso trattati internazionali, era stata dichiarata non utilizzabile per scopi militari (vedasi l'articolo I del Trattato Antartico), che non sarebbe stato nel miglior interesse del paese rinunciare alla possibilità di avere un veloce ed affidabile accesso aereo ad entrambe le regioni polari. 

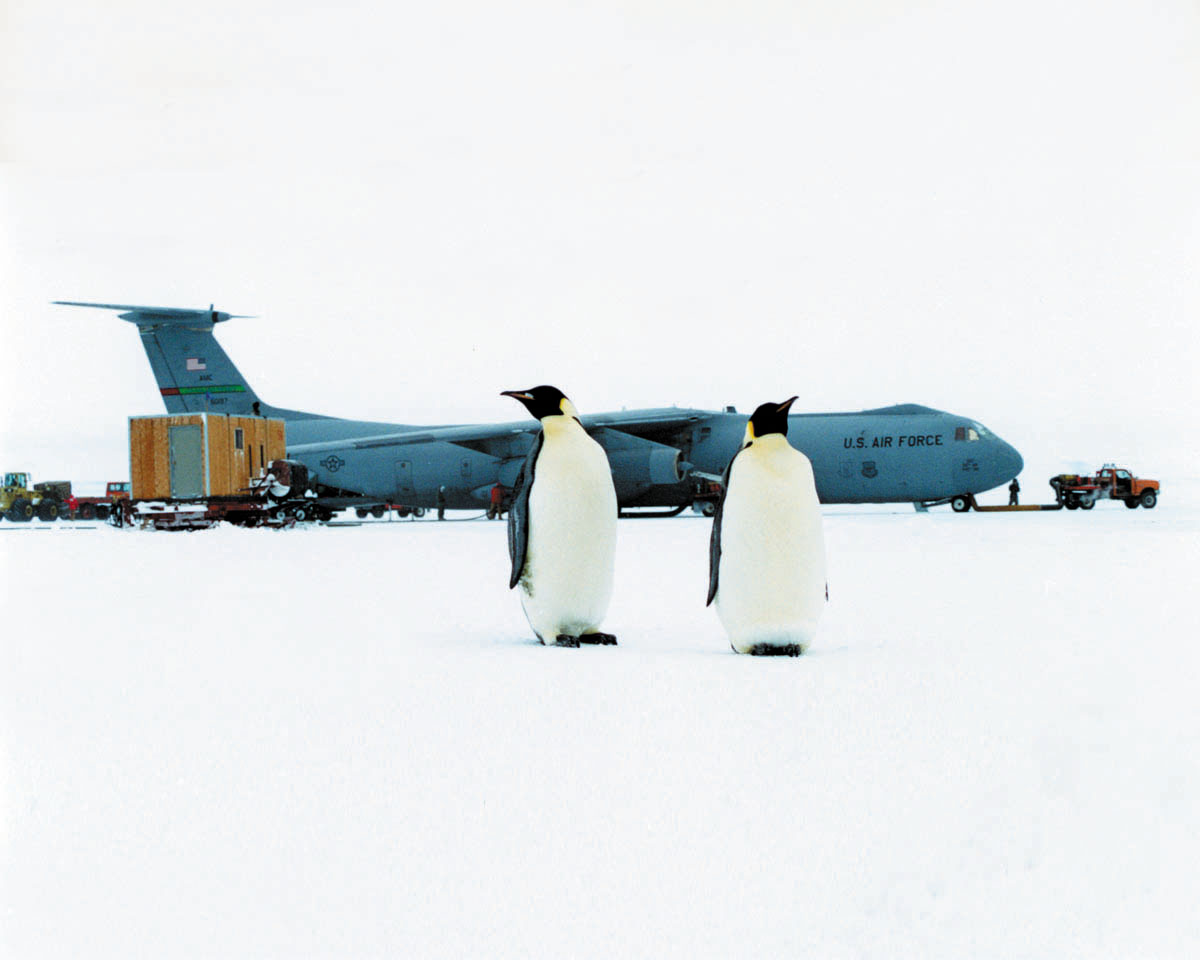
Un C-141 Starlifter aeronautica statunitense che prende parte Operation Deep Freeze.

Negli anni fu quindi sviluppato un progetto per il trasferimento del controllo della missione da realizzarsi in un arco di tempo di tre anni a partire dal marzo 1996. Nella prima stagione di transizione, dall'ottobre 1996 al marzo 1997, l'ANG continuò a coadiuvare la USN nel supporto alle basi del Programma Antartico degli Stati Uniti d'America. Nella stagione seguente (ottobre 1997 - marzo 1998), a partire dall'ottobre del 1997 la Guardia Nazionale Aerea assunse il comando del programma con la responsabilità del trasporto aereo che passò ufficialmente nelle mani dell'ANG il 20 febbraio 1998. Nella terza stagione di transizione (ottobre 1998 - marzo 1999) la USN continuò a supportare l'ANG prima che quest'ultima prendesse definitivamente il controllo dell'intera operazione l'anno seguente. Alla fine della transizione, la Guardia Nazionale si ritrovò con una flotta di dieci LC-130, sei in più (tre nuovi e tre provenienti dalla marina militare) rispetto al 1996.

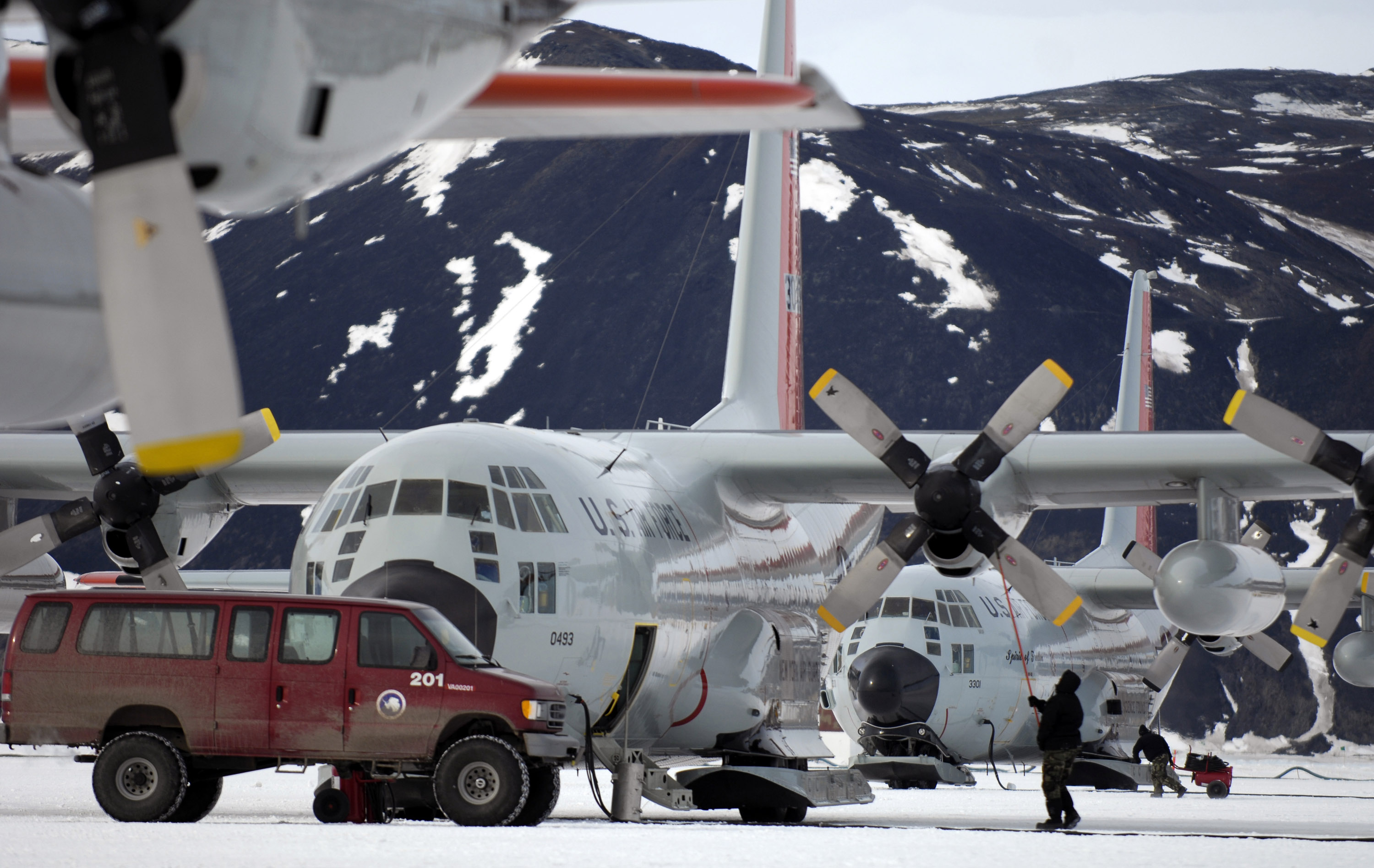
Un LC-130 della 13th Air Force vicino alla stazione McMurdo durante l'operazione Deep Freeze nel novembre 2007.

A partire dal 1999, all'ANG fu affiancata, soprattutto per quanto riguarda il supporto ad operazioni di carattere militare (sebbene sempre volte alla ricerca), l'aeronautica militare statunitense, la quale quindi si trovò a gestire l'Operazione Deep Freeze assieme al 13º Distaccamento della Guardia Nazionale Aerea, un'unità dell'ANG che riportava amministrativamente direttamente al centro dell'ANG con sede alla base aerea Andrews, nel Maryland, e operativamente all'USPACOM, il comando unificato delle forze armate statunitensi per l'area dell'oceano Pacifico, con sede a Honolulu, nelle Hawaii.
Dal 2005, essendo stato eliminato il sopraccitato distaccamento, il controllo dell'intera operazione è passato al comandante della Tredicesima Forza Aerea, una forza aerea numerata (Numbered Air Force), quindi un'organizzazione militare tattica con obiettivo operativo.

## Stato attuale

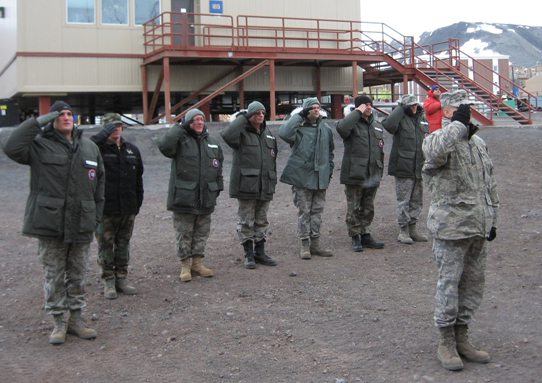
Aviatori mentre salutano l'ultimo LC-130 che lasciava l'Antartide alla fine dell'estate del 2010.

Tutte le operazioni sia civili che scientifiche nel continente antartico sono supervisionate dal Programma Antartico degli Stati Uniti d'America, che oggi possiede tre stazioni di ricerca permanenti a ricambio annuale in Antartide: la stazione McMurdo, la base Amundsen-Scott e la stazione Palmer, e quindi dalla National Science Foundation. Le missioni di supporto partono dall'aeroporto internazionale di Christchurch, in Nuova Zelanda, durante l'estate antartica (da fine settembre all'inizio di marzo) e sono condotte con gli LC-130 Hercules opportunamente modificati in forza al 109º Stormo da trasporto (e in particolare alla 139ª squadriglia da trasporto). Gli Hercules, la vera spina dorsale dell'operazione, sono coadiuvati dalle navi rompighiaccio della guardia costiera statunitense e dal Comando Trasporto Marittimo Militare della marina militare.